# Aznalcóllar
Aznalcóllar település Spanyolországban, Sevilla tartományban. Aznalcóllar El Castillo de las Guardas, Gerena, Sanlúcar la Mayor, Escacena del Campo és El Madroño községekkel határos. Lakosainak száma 6079 fő (2024).

## Népesség
A település népessége az elmúlt években az alábbi módon változott:
| Lakosok száma | 5811 | 5841 | 6168 | 6185 | 6192 | 6144 | 6116 | 6091 | 6011 | 6079 |
|               | 2001 | 2004 | 2007 | 2009 | 2012 | 2014 | 2017 | 2019 | 2022 | 2024 |